# Erich Oberdorfer
Erich Oberdorfer (* 26. März 1905 in Freiburg im Breisgau; † 23. September 2002 ebenda) war ein deutscher Lehrer, Konservator, Museumsdirektor und Biologe mit der Spezialisierung Pflanzensoziologie und Floristik. Er war von 1949 bis 1970 Direktor der Landessammlungen für Naturkunde in Karlsruhe und prägte wesentlich die pflanzensoziologische Ordnung der süddeutschen Vegetation, aber auch von ganz Mitteleuropa. Sein offizielles botanisches Autorenkürzel lautet „Oberd.“

## Leben und Wirken
Oberdorfer, der als Sohn von Lydia Oberdorfer, geborene Sigmund, und des Kaufmanns Otto Oberdorfer geboren wurde, interessierte sich schon als Schüler für Botanik, studierte nach seinem Abitur, das er 1923 in Freiburg ablegte, an den Universitäten Freiburg und Tübingen Naturwissenschaften. In Freiburg hat er unter anderem bei Hans Spemann und Friedrich Oltmanns Vorlesungen gehört. Neben Felix Rawitscher gehörte auch Walter Zimmermann, der seinerzeit Assistent bei Friedrich Oltmanns war, zu seinen Lehrern. Sein Studium schloss er 1928 in Freiburg mit Staatsexamen und der Promotion zum Dr. phil. nat. ab. Seine Dissertation, die er unter der Leitung von Friedrich Oltmanns und dem Ökophysiologen Bruno Huber anfertigte, behandelt den Zusammenhang zwischen den Wuchsorten verschiedener Algen an den Felswänden des Überlinger Sees und Lichtverhältnissen in unterschiedlichen Tiefen.
Da Oberdorfer wegen der wirtschaftlichen Umbrüche zunächst keine Anstellung als Lehrer bekam, wurde er mit einer Forschungsarbeit über die spät- und nacheiszeitlichen Ablagerungen im Feldmoos am Schluchsee betraut. Diese Arbeit, die von der Notgemeinschaft der deutschen Wissenschaft, einer Vorläuferorganisation der Deutschen Forschungsgemeinschaft, unterstützt worden ist, wurde unter anderem deshalb unternommen, weil der Schluchsee zur Stromgewinnung aufgestaut werden sollte. Das Feldmoos sollte vor seinem Verschwinden noch einmal gründlich untersucht werden. Oberdorfer untersuchte bei diesem Forschungsprojekt vor allem die Großreste, die er unter anderem mit Bodenbohrern aus Tiefen von bis zu sieben Metern entnahm, und stellte Pollenprofile der verschiedenen Schichten auf. Unter anderem konnte er bei diesen Untersuchungen nachweisen, dass im Spätglazial des Schwarzwaldes die Weiße Silberwurz (Dryas octopetala) und die Zwergbirke (Betula nana) sowie mehrere Weidenarten (Salix herbacea, Salix reticulata oder Salix myrtilloides) vorkamen. Mit Oberdorfers Forschungsergebnissen lagen erstmals für den Schwarzwald Belege für die Klimaschwankungen der Späteiszeit vor. Mit dieser Arbeit, die er neben seiner späteren Anstellung als Lehrer bis 1939 weiterführte, wurde Oberdorfer zu einem der Pioniere auf dem Gebiet der Pollenanalyse in Mitteleuropa.
Im Zusammenhang mit den Untersuchungen am Schluchsee beschäftigte sich Oberdorfer mit verschiedenen, damals neuen Methoden der beschreibenden Vegetationskunde. So lernte er durch Hermann Otto Sleumer die pflanzensoziologische Methode nach Braun-Blanquet kennen und hatte schon bald Kontakt mit verschiedenen Vertretern dieser Schule, so mit Braun-Blanquet selbst, mit Reinhold Tüxen oder Walo Koch.
Im Jahr 1931 erhielt Oberdorfer seine erste Stelle als Lehrer und unterrichtete zunächst in Weinheim, dann in Bruchsal und Karlsruhe am Gymnasium Biologie und Geographie. Neben seiner Arbeit als Lehrer im höheren Schuldienst kartierte er unter anderem die Umgebung von Bruchsal mit der Braun-Blanquet-Methode. Als Ergebnis kam 1936 die Vegetationskarte von Bruchsal im Maßstab 1:25.000 heraus. Damit hatte Oberdorfer die zweite Vegetationskarte mit diesem Maßstab überhaupt geschaffen. 1938 sollte das Blatt Bühlertal-Hornisgrinde erscheinen, bereits 1937 gab er eine Vegetationskarte von Baden 1:1.000.000 heraus.
Zum 1. Mai 1937 trat Oberdorfer der NSDAP bei (Mitgliedsnummer 4.141.599). Im selben Jahr wurde er nach Karlsruhe versetzt und bekam dort zunächst neben einem halben Deputat als Lehrer eine Anstellung bei der Badischen Naturschutzstelle in Karlsruhe unter deren Leiter Hermann Schurhammer. 1938 schied er ganz aus dem Schuldienst aus und erhielt 1939 eine Vollzeitstelle als Konservator der Landesstelle für Naturschutz. Dabei hatte er Gutachten und Gebietsbeschreibungen über die Naturschutzgebiete zwischen Bodensee und dem Taubergebiet zu verfassen und wurde durch seine Bereisungen zum profunden Kenner der Vegetation des damaligen Landes Baden. Arbeiten über die Pflanzengesellschaften der Rheinebene, des Schwarzwaldes und des Kraichgaus flossen später neben Erkundungen im Allgäu und den Alpen in seine 1957 in erster Auflage erschienene Übersicht über die Süddeutschen Pflanzengesellschaften ein, in der er im Übrigen Vegetationsaufnahmen zahlreicher anderer Pflanzensoziologen zusammenfasste. Das Werk erschien zwischen 1977 und 1992 in einer Neuauflage. Oberdorfer hat mit diesem Buch auch wesentlich die pflanzensoziologische Nomenklatur nicht nur von Süddeutschland, sondern von ganz Mitteleuropa geprägt.
Erfahrung mit der Vegetation Südosteuropas machte Oberdorfer während des Zweiten Weltkriegs. Er war als Botaniker bei der Forschungsstaffel z. b. V. des Oberleutnants Schulz-Kampfhenkel eingesetzt und kartierte unter anderem in Thessalien, Mazedonien, Albanien und Thrakien, wo er mit Kollegen pflanzensoziologische Aufnahmen machte und Bodenprofile auswertete. Mit Untersuchungen zur Vegetation Nordspaniens und einer Forschungsreise nach Chile von 1957 bis 1958 rundete er seine Vegetationskenntnisse außerhalb Mitteleuropas ab.
Nachdem Oberdorfer nach dem Kriegsende wegen seiner Zugehörigkeit zur SA und zur NSDAP zunächst nur Gelegenheitsanstellungen, etwa als wissenschaftlicher Assistent bei Heinrich Walter an der Universität Hohenheim, übertragen bekam, war er ab 1947 wieder als Konservator bei der neu begründeten Landesstelle für Naturschutz in Nordbaden (seit 1952 Bezirksstelle für Naturschutz und Landschaftspflege Nordbaden) tätig und war deren Leiter bis 1958. Neben dieser Tätigkeit bekam er 1949 auch die Leitung der Landessammlungen für Naturkunde in Karlsruhe übertragen. Eine offizielle Direktorenstelle wurde jedoch erst 1958 geschaffen und Oberdorfer hatte diese Stelle dann bis zu seiner Pensionierung 1970 inne.
Während Oberdorfers Werk Süddeutsche Pflanzengesellschaften nur in pflanzensoziologischen Fachkreisen bekannt ist, wurde seine Pflanzensoziologische Exkursionsflora unter Feldbotanikern berühmt. Es ist die einzige Standardflora Mitteleuropas, in der ausführliche ökologische Angaben zu den Arten gemacht werden. Der Oberdorfer ist 1949 erstmals erschienen. 2001 hat Oberdorfer zusammen mit Theo Müller und Angelika Schwabe die 8. Auflage der Flora herausgegeben. Mit diesem Werk hat Oberdorfer einen wesentlichen Anteil an der Hinwendung der Feldbotanik von der reinen Floristik zu einer standortsökologischen Betrachtung der Vegetation.
Erich Oberdorfer war evangelisch, ab 1931 mit Kläre Oberdorfer, geborene Barth, verheiratet und hatte fünf Kinder.
Ab 1950 hatte Oberdorfer einen Lehrauftrag für pflanzensoziologische Standortskunde an der Forstfakultät der Universität Freiburg inne und wurde dort 1964 zum Honorarprofessor für Pflanzensoziologie berufen. Er war Mitglied bzw. Ehrenmitglied verschiedener naturwissenschaftlicher Vereine und zeitweise Vizepräsident der Deutschen Botanischen Gesellschaft.

## Ehrungen
- 1973: Ehrenmitglied des Badischen Landesvereins für Naturkunde und Naturschutz[4]
- 1975: Ehrenmitglied der Floristisch-soziologischen Arbeitsgemeinschaft
- 1977: Ehrendoktorat der Technischen Universität München
- 1978: Verdienstmedaille des Landes Baden-Württemberg
- 1989: Reinhold-Tüxen-Preis[5]

## Schriften
- Pflanzensoziologische Exkursionsflora für Südwestdeutschland und die angrenzenden Gebiete. Stuttgart/Ludwigsburg 1949 (später mehrfach erweitert und neu aufgelegt; 8., zusammen mit weiteren Autoren stark überarbeitete und ergänzte Auflage unter dem Titel Pflanzensoziologische Exkursionsflora für Deutschland und angrenzende Gebiete. Ulmer, Stuttgart 2001, ISBN 978-3-8001-3131-0).
- Pflanzensoziologische Studien in Chile = Estudios fitosociológicos en Chile y comparación con la vegetación europea. Ein Vergleich mit Europa (= Flora et vegetatio mundi. Band 2). Weinheim 1960.
- mit Theo Müller und Georg Philippi: Die potentielle natürliche Vegetation von Baden-Württemberg (= Veröffentlichungen der Landesstelle für Naturschutz und Landschaftspflege Baden-Württemberg. Beiheft 6). Ludwigsburg 1974.
- als Mitverfasser: Der Hohe Schwarzwald. Freiburg im Breisgau 1980, ISBN 3-7930-0250-0.
- Süddeutsche Pflanzengesellschaften (= Pflanzensoziologie. Band 10). Jena 1957 (später von ihm und anderen Autoren erweitert und mehrfach neu aufgelegt, zuletzt als Süddeutsche Pflanzengesellschaften. 4 Teile in 5 Bänden. Spektrum Verlag, 1992, ISBN 3-8274-0630-7).
- Lebenserinnerungen des Pflanzensoziologen E.O. Jena/Stuttgart 1995, ISBN 3-334-61004-7.

Siehe auch: Waldgesellschaften Mitteleuropas, Pflanzensoziologische Einheiten nach Oberdorfer